# Шосткинський м'ясокомбінат
Шосткінський м'ясокомбінат «Полісся» — підприємство харчової промисловості у місті Шостка Сумської області, яке припинило своє існування.

## Історія
М'ясопереробне підприємство у Шостці розпочало роботу в жовтні 1943 року, невдовзі після звільнення міста від німецької окупації — і спочатку діяло як ковбасна фабрика, проте після війни було реконструйовано та розширило асортимент продукції. З  1 липня 1966 року м'ясокомбінат разом з іншими підприємствами Шостки перейшов на нову систему планування та стимулювання праці (госпрозрахунок-рентабельність).
В цілому, за радянських часів Шосткинський м'ясокомбінат (разом з іншими м'ясокомбінатами області та заготівельними радгоспами, що забезпечували їхню діяльність) входив до складу Сумського виробничого об'єднання м'ясної промисловості і був одним з провідних підприємств міста.
Після проголошення незалежності України державне підприємство було перетворено на відкрите акціонерне товариство. У травні 1995 року Кабінет міністрів України ухвалив рішення про його приватизацію.
Економічна криза, що почалася в 2008 році, ускладнила становище підприємства. У квітні 2009 року м'ясокомбінат зупинив роботу та був закритий, виробниче обладнання було законсервовано.
У січні 2013 року з території визнаного банкрутом м'ясокомбінату почали демонтувати та вивозити обладнання та майно.
31 жовтня 2014 року будинок закритого м'ясокомбінату постраждав від пожежі.
Уранці 5 липня 2022 року російські війська завдали ракетного удару по території Шосткинського м'ясокомбінату. Дві ракети зруйнували цех, де виробляли харчові продукти, та сусідні господарчі споруди, одна людина отримала поранення.

## Діяльність
Виробничі потужності комбінату забезпечували можливість переробляти 300 тонн м'яса та виробляти до 100 тонн ковбасних виробів та напівфабрикатів на місяць. Основною продукцією було м'ясо, субпродукти, м'ясні напівфабрикати, а також варені та напівкопчені ковбасні вироби, сосиски та сардельки.
До складу підприємства входили база приймання худоби, автотранспортний парк, м'ясожировий цех, ковбасний цех, холодильник на 530 тонн, цех технічних фабрикатів, лабораторія та котельня.